# Oswaldo Handro
Oswaldo Handro (São Paulo, 30 de junho de 1908 - 30 de agosto de 1986) foi um botânico brasileiro, especialista em taxonomia, tendo se destacado no estudo das pteridófitas e espermatófitas. 

## História
Iniciou sua carreira, em 1930, na Seção de Botânica do Instituto Biológico, em São Paulo, como encarregado de culturas, auxiliando na  implantação do Orquidário do Estado, futuro Jardim Botânico. Alguns anos depois passou a auxiliar técnico, e ao longo da carreira, já no Instituto de Botânica, atingiu o cargo de Biologista-Chefe da seção de Fanerógamas. Sua formação de cientista foi quase que autodidata, e deu-se ao longo de anos de convivência com outros  botânicos, entre eles Frederico Carlos Hoehne, Moyses Kuhlmann e Joaquim Franco de Toledo. 
Ao longo de sua carreira descreveu inúmeras espécies novas para a flora brasileira. Inúmeros botânicos dedicaram-lhe o nome de novas espécies descobertas. A maior homenagem, entretanto, foi a denominação de Handroanthus, para  um novo gênero criado pelo botânico J.R. Mattos, para incluir grande parte das espécies de ipês, uma de suas plantas favoritas. Oswaldo Handro foi um dos fundadores da Seção Regional de  São Paulo da Sociedade Botânica do Brasil, e também da SBPC, Sociedade Brasileira para o Progresso da Ciência.[carece de fontes?]

## Eponimia
- (Fabaceae) Andira handroana N.F. Mattos
- (Orchidaceae) Gomesa handroi (Hoehne) Pabst[3]
- (Thelypteridaceae) Thelypteris handroi (Brade) C.F.Reed[4]
- Handroanthus Mattos (Bignoniaceae)

## Livros publicados
- Hoehne, FC; M Kuhlmanm; O Handro. 1941. “O Jardim Botânico de São Paulo”. Ed. Merrill, Contr US Nail. Herb. 30(1): 247-248. 656 pp. ilus. co-autoria juntamente com F.C Hohene e M. Kuhlmann.

## Abreviatura botânica
A abreviatura Handro é utilizada para indicar a Oswaldo Handro como autoridade na descrição e classificação científica de vegetais. Descreveu 43 espécies botânicas.